# 武田正泰
武田 正泰（たけだ まさやす、1896年3月29日 - 1969年5月23日）は、日本の経営者。愛媛県出身。

## 経歴
1916年に慶應義塾理財科を卒業し、同年に三井倉庫に入社。1943年11月に取締役に就任し、常務を経て、1947年に社長に就任し、1968年5月までに務めた。1959年に藍綬褒章を受章し、1966年4月に勲三等旭日中綬章を受章。
1969年5月23日がん性腹膜炎のために死去。73歳没。